# 白島靖代
白島 靖代（しらしま やすよ、1970年12月22日 - ）は、日本の女優。本名、土橋 靖代。旧姓名、芸名と同じ。
東京都出身。東京都立代々木高等学校卒業。香山新二郎事務所に所属していた。

## 来歴・人物
1987年、『本場ぢょしこうマニュアル 初恋微熱篇』の女子高生役で注目される。
1990年、『櫻の園』で女生徒たちの憧れの先輩・倉田知世子役を好演。
2001年にヤクルトスワローズ（当時）の土橋勝征と結婚し、2004年に長女を出産した（結婚後は芸能活動を停止）。
特技は、バレーボール。

## 出演

### 映画
- BU・SU（1987年） - 怜子
- 本場ぢょしこうマニュアル 初恋微熱篇 （1987年）- 落合広実
- ビー・バップ・ハイスクール - 北高早苗
  - ビー・バップ・ハイスクール 高校与太郎音頭（1988年）
  - ビー・バップ・ハイスクール 高校与太郎完結篇（1988年）
- 家族輪舞曲（1989年）- 麻理
- つぐみ（1990年）- 陽子
- 櫻の園（1990年）- 倉田知世子
- おいしい結婚 （1991年） - 人見美起
- はいすくーる仁義シリーズ（1991年 - 1994年）- 白鳥礼子
  - はいすくーる仁義（1991年）
  - はいすくーる仁義2 たいへんよくできました。（1992年）
  - はいすくーる仁義外伝 地を這う者（1994年）
  - はいすくーる仁義√3 さらば情二（1994年）
- 中指姫 俺たちゃどうなる? （1993年）
- 新ファンキー・モンキー ティーチャー どつかれたるねん!（1994年）- 松井先生
- 最後の弾丸（1994年、テレビ映画）- 山村節子
- さよならニッポン!（1995年）
- That's カンニング! 史上最大の作戦?（1996年）- 水谷礼子
- お天気お姉さん（1996年）- 島森かおり
- 女優霊（1996年）- 黒川ひとみ
- 修羅がゆく6 東北激闘篇（1997年）- 滝沢静江
- 鉄と鉛（1997年）
- 会社の怪談
  - 会社の怪談1（1997年）
  - 会社の怪談2（1997年）
- ベル・エポック（1998年） - 桜井良子
- 極道三国志 3 血染めの九州死闘篇（2000年）
- 宣戦布告（2002年）- 檜山由紀子

### テレビドラマ
- 土曜ワイド劇場（ANB）
  - 警視庁女性捜査班 - 山口三佳
  - 美人お嬢さま殺し（1992年）- 石田聖子
  - 真夏の刑事（1992年）
  - 鉄道おんな捜査官 花村乃里子（2000年、ANB）- 佐野亜矢子
- 刑事物語'85 第24話「いじめの構図」（1985年、NTV） - 久美
- スケバン刑事III 少女忍法帖伝奇（1986年、CX） 第23話「ウエディング・マーチは闇の調べ　三代目の結婚!?」 - 泰子
- プロゴルファー祈子（1987年 - 1988年、CX）- 順子
- NEWジャングル 第20話「兄貴は一生懸命」（1988年、NTV） - 岩田の妹
- さすらい刑事旅情編シリーズ （ANB）
  - 第2シリーズ 第14話「バラバラ殺人! 父を捜す美少女」（1990年）
  - 第3シリーズ 第12話「女子大生温泉ツアー・罠に落ちた美人助手」（1990年）
- ドラマチック22「南くんの恋人」（1990年、TBS）
- 暴れん坊将軍III（1990年、ANB） 第116話「開眼! 涙の仇討」 - 梅姫
- 妻たちの劇場 / ママたちの受験戦争（1991年、CX）
- 世にも奇妙な物語（CX）
  - 告白パーティー（1991年）
  - 悲鳴（1991年） - 村岡陽子
- 刑事貴族2（1992年、NTV）
- 土曜ドラマ（NHK）
  - チロルの挽歌（1992年）- 立石亜紀
- 大人は判ってくれない / うそつき（1992年、CX）
- 本当にあった怖い話 / 呪死霊 幽霊の棲む旅館（1992年、CX）
- ワリと普通の家族（1992年、ANB）
- 眠れない夜をかぞえて（1992年、TBS）- 藤江小夜
- 大空港'92 第7話「監禁! 襲われた美人スチュワーデスの謎」（1992年）- 島村菜摘
- JTドラマBOX / 泣きたい夜もある（1993年、MBS）
- アンバランス（1993年、ANB）
- お茶の間（1993年、YTV）- 久美
- カミさんの悪口（1993年、TBS）- 磯島裕子
- ボクの就職（1994年、TBS）- 菊島ちあき
- HOTEL 第4シリーズ 第8話「ハンバーガー事件」（1995年、TBS） - 恵美
- エリアコードドラマ / あなたには抱かれたい（1995年、NBN）
- 刑事追う! （1996年、テレビ東京）第15話「第一容疑者」
- 火曜サスペンス劇場 （日本テレビ）
  - 盲人探偵・松永礼太郎7「兇信」（1996年） - 越田美智子
  - 検事霧島三郎4（1997年）- 吉村宏美
  - 弁護士・朝日岳之助13「温情捜査」（1999年） - 野崎葉子
- ぽっかぽか3（1996年、TBS）- 真美
- 風光る剣 -八嶽党秘聞-（1997年、NHK）
- 新・半七捕物帳 第17話「張子の虎」（1997年、NHK総合）- お駒
- ドラマ30  / 家族曲線（1998年、CBC）
- 冷たい月（1998年、YTV）- 山中麻巳子
- 坊さんが行く・2 （NHK）
- 天涯の花（1999年、NHK）- 久能の妻
- 別れたら好きな人（1999年、テレビ東京） - 篠原美乃
- 鉄甲機ミカヅキ（2000年 - 2001年、CX） - 日下有希子
- 京都迷宮案内 第3シリーズ　第6話　(2001年) - ホステス

### バラエティ
- ウッチャン・ナンチャン with SHA.LA.LA.（1991年、日本テレビ） - 内村光良監督によるドラマコーナー「愛と青春の夏真っ盛り」ヒロイン役で出演

### オリジナルビデオ
- くノ一忍法帖（1991年） - 千姫
- JOKER ジョーカー（1996年、原作・脚本・監督：きうちかずひろ）
- 極道競馬 がぶノミ荒矢（1997年） - サエコ(社長の娘)
- JINGI 仁義
  - 仁義14 資金源強奪（1998年）
  - 仁義28 骨肉の掟（2001年）
- ウルトラマンネオス 第6話「ザム星人の復讐」（2000年） - オオトモ・ナツミ博士

### CM
- NTT 「キャッチホン」
- パイオニア「6連奏CD」（1987年）
- 花王「ソフィーナ UVケア」（1988年）※ 高木美保と共演
- スミスクライン・住薬「コンタック総合感冒薬」（1989年）
- アサヒビール「三ツ矢フルーツ」（1993年）
- リプトン（1993年）
- サントリー「リザーブ」（1993年）

### 写真集
- 白島靖代（1991年8月、ファンハウス・ワニブックス、撮影：橋本雅司）ISBN 978-4847022074